# 玛丽亚·德·薇罗塔

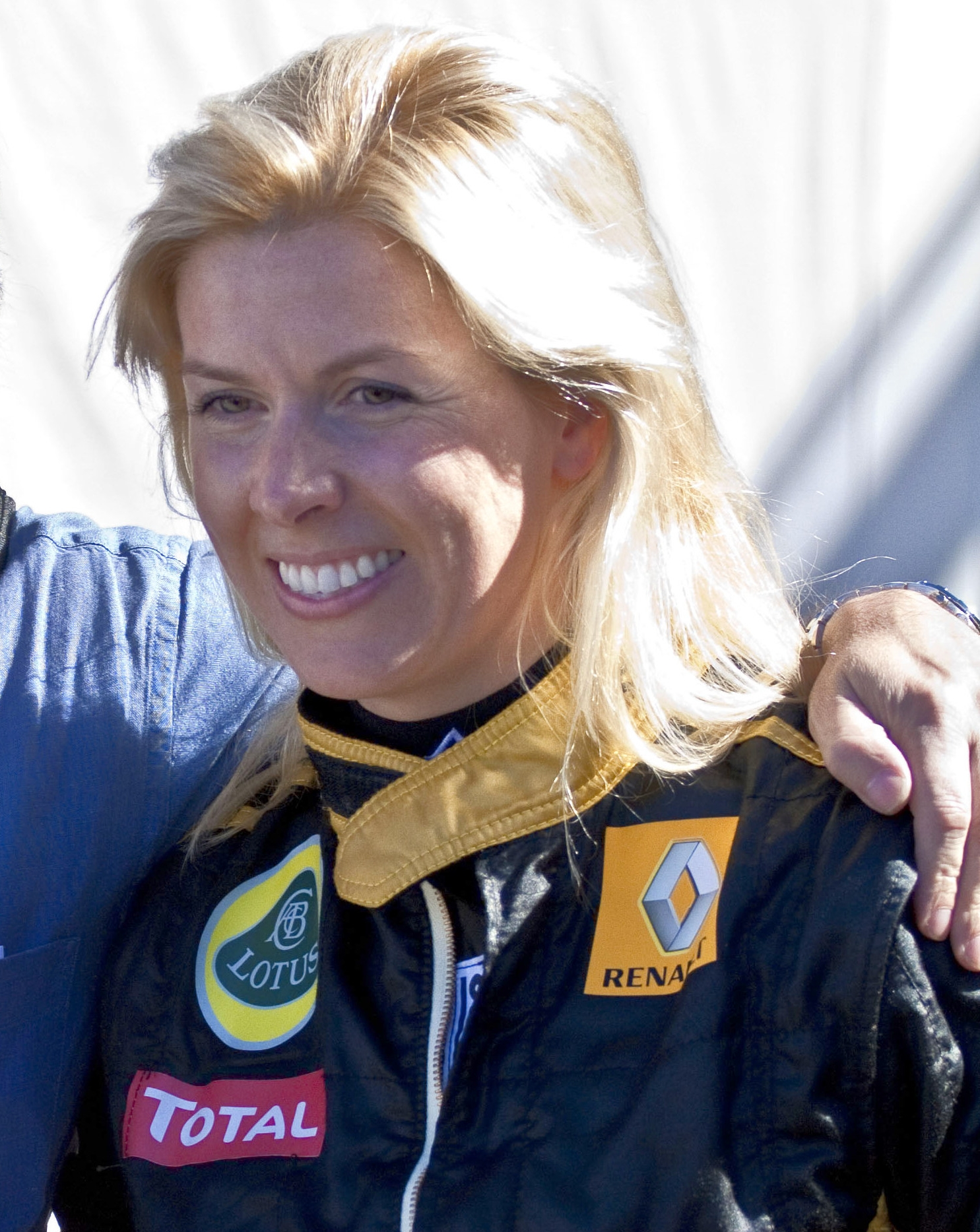

瑪麗亞·德·薇羅塔·孔巴（西班牙語：María de Villota Comba，1980年1月13日—2013年10月11日）生于西班牙马德里，是一位一级方程式赛车手。她曾经效力于玛鲁西亚车队，担任试车手，也是一级方程式赛事自成立以来第六位女性赛车手。她的父亲是前一级方程式车手：埃米里奥·德·维罗塔。

## 试车事故
2012年7月3日，瑪麗亞·德·薇羅塔在英国达克斯福德机场为玛鲁西亚车队进行试车时发生意外：赛车在结束测试返回车库时突然加速撞向停在旁边的厢式货车，德·薇罗塔的头部受到重创。经送医抢救后，她的生命无大碍但颅骨受到创伤并失去了右眼的视力。 这或将结束她的赛车生涯。
10月11日，德·薇罗塔在西班牙马德里举行了一场发布会。在会上，她表示自己记得车祸时发生的一切。 她说自己不仅失去了一只眼睛的视力，还失去了嗅觉与味觉。尽管如此，她还是对未来重新返回赛车运动感到希望。

## 去世
2013年10月11日，西班牙媒体报道瑪麗亞·德·薇羅塔被发现死于（突發心臟病引起心臟驟停）她在塞维利亚的宾馆房间内。 之后她的家人也向媒体确认了德·薇罗塔离世的消息。这一天恰好也是她受伤后首次与公众见面一周年的日子。